# Герой Народных Вооружённых сил Вьетнама
Герой Народных Вооружённых сил (вьет. Anh hùng lực lượng vũ trang nhân dân) — одна из высших государственных наград Социалистической Республики Вьетнам.

## Описание
Присуждается за исключительно выдающиеся достижения в бою, военной службе и работе, революционный героизм в деле национального освобождения, обеспечения национальной обороны и защиты народа.
Звание присуждается также коллективам, лояльным к социалистической отчизне — Вьетнаму, с хорошим внутренним единством и сотрудничеством с партией и массовыми организациями.

## История
Декретом Хо Ши Мина 10 февраля 1952 года в качестве высшей награды было учреждено почётное звание «Герой Патриотического Сопротивления». Тогда же это звание было присвоено первым 4-м кавалерам. В 1955 году было учреждено как высшее звание «Герой Армии», присуждаемое вместе с «Золотой звездой Героя Армии». В 1970 наименование награды было заменено на звание «Герой Народных Вооружённых сил ДРВ» и соответственно наименование звезды — на «Золотая звезда Героя Народных Вооружённых сил Демократической республики Вьетнам».
В Народно-освободительной армии Южного Вьетнама в 1965 году было учреждено в качестве высшей награды звание «Герой Освободительной войны». После объединения Северного и Южного Вьетнама в 1975 году учреждено единое звание «Герой Народных Вооружённых сил Вьетнама», которое получили и все награждённые ранее прежними этими званиями.
Первая женщина, получившая звание Героя - партизанка Нгуен Тхи Чиен, участвовавшая в войне 1945-1954 гг., а в дальнейшем ставшая офицером Вьетнамской Народной армии.
Всего по состоянию на 2006 год известно о 3 738 фактах присвоения звания, в том числе 36 дважды Героев и 4 трижды Героя. Воинам и гражданам это звание вручалось 149 раз за подвиги на войне Сопротивления с французами, 859 раз за Освободительную войну против США, 279 раз за участие в иных боевых действиях и за подвиги в мирное время. Прочие награждения — это награды воинских частей и трудовых коллективов.
Среди удостоенных этого звания — министр обороны Вьетнама генерал армии Фунг Куанг Тхань, лучший ас вьетнамской истребительной авиации (11 побед) Нгуен Ван Кок, лётчик-истребитель Фам Туан, советский военный советник В. М. Замков, греческий коммунист Нгуен Ван Лап (Костас Сарантидис).